# Rævinge sogn
Rævinge sogn i Halland var en del af Halmstad herred. Kvibille distrikt dækker det samme område og er en del af Halmstads kommun. Sognets areal var 17,51 kvadratkilometer, heraf land 17,33. I 2020 havde distriktet 305 indbyggere. Landsbyen Rævinge ligger i sognet.
Navnet (1314 Ræffwynghæ) er enten et -inge navn, alternativt er det dannet af ræv og eng. Nabosognet Geting har lignende mulige etymologier. Befolkningen steg fra 1810 (492 indbyggere) til 1880 (766 indbyggere). Derefter faldt den, så der i 1990 var 290 indbyggere i Rævinge. Siden da er befolkningen stabil.